# Kate Sharpley Library
Kate Sharpley Library – biblioteka poświęcona literaturze i historii anarchizmu. Założona w 1979 i zreorganizowana w 1991, obecnie posiada około dziesięciu tysięcy tomów, broszur i czasopism w języku angielskim.

## Nazwa
Biblioteka Kate Sharpley została nazwana na cześć urodzonej w Deptford anarchistki i aktywistki antywojennej z I wojny światowej. Pracowała w fabryce amunicji i była aktywna w ruchu zarządców sklepów. Jej ojciec i brat zginęli w akcji, a jej chłopak został wymieniony jako zaginiony uważany za zabitego (choć podejrzewała, że został zastrzelony za bunt). W wieku 22 lat, kiedy wezwano ją do odebrania medali od Królowej Marii, rzuciła je z powrotem w Królową, mówiąc „jeśli tak bardzo je lubisz, możesz je zatrzymać”.
Twarz Królowej została podrapana, Kate Sharpley została pobita przez policję i uwięziona na kilka dni, choć nie przedstawiono jej żadnych zarzutów. Straciła jednak pracę. Po ślubie w 1922 zrezygnowała z działalności anarchistycznej, aż do przypadkowego spotkania z Albertem Meltzerem na dworcu w czasie akcji antyfaszystowskiej. Doprowadziło to do spotkania z wieloma młodszymi działaczami i tak, kiedy anarchiści z Brixton musieli wybrać nazwę dla archiwum, wybrali właśnie jej imię.

## Lokalizacja
Biblioteka została założona w zeskłotowanym 121 Centre w Brixton w Londynie w 1979 przez kolektyw, w skład którego wchodził Albert Meltzer. Miał on zarówno sekcję wypożyczeń, jak i referencyjną. Kiedy w 1984 dokonano nalotu na centrum, dla bezpieczeństwa archiwum zostało przeniesione na inny skłot. Kiedy w 1991 biblioteka została przeniesiona w bezpieczne miejsce w domu Barry'ego Patemana, skupiono się na przekształceniu dobytku w stronę specjalnej kolekcji i archiwum. Po tym, jak w latach 1991–1999 biblioteka znajdowała się w Northampton, została ponownie przeniesiona, tym razem do odnowionej stodoły w domu Barry’ego Patemana i Jessiki Moran w Kalifornii.

## Zbiory i publikacje
Biblioteka posiada teksty w języku angielskim i innych, prawie kompletne zbiory kilku gazet anarchistycznych, a także zbiory reportaży i literatury z różnych organizacji anarchistycznych. Biblioteka jest utrzymywana dzięki darowiznom i pieniądzom pochodzącym ze sprzedaży broszur oraz innych publikacji. Od 2014 otrzymywała jedną lub dwie wizyty w miesiącu, a większość zapytań badawczych docierała pocztą elektroniczną.
Oprócz zachowania fizycznych artefaktów historii anarchistycznej, biblioteka wydaje również książki i broszury na temat anarchizmu i historii anarchistycznej, obejmujące wiele tematów, które w przeciwnym razie zostałyby zapomniane. Jej działalność jest relacjonowana w regularnym Biuletynie, dostępnym online i pocztą do jej współfundatorów.
Autorami opublikowanymi lub ponownie opublikowanymi przez nią są Miguel Garcia, Albert Meltzer, David Nicholl, Abel Paz, Antonio Téllez i Bartolomeo Vanzetti.